# Rana Ayyub
Rana Ayyub es una periodista de investigación y editora india. Trabajó como cronista para Tehelka; es una columnista independiente.

## Trayectoria
Rana renunció de Tehelka en noviembre de 2013, en protesta contra la organización que protege de un cargo de agresión sexual a su editor jefe Tarun Tejpal. Ha sido muy crítica del partido de gobierno de Narendra Modiled y su Partido Popular Indio (BJP).
Sus investigaciones sobre la violencia en Gujarat fueron listadas por la revista Outlook como una de las veinte más grandes historias de todos los tiempos. Es autora de Gujarat Files: Anatomy of a Cover Up.

## Premios y reconocimientos

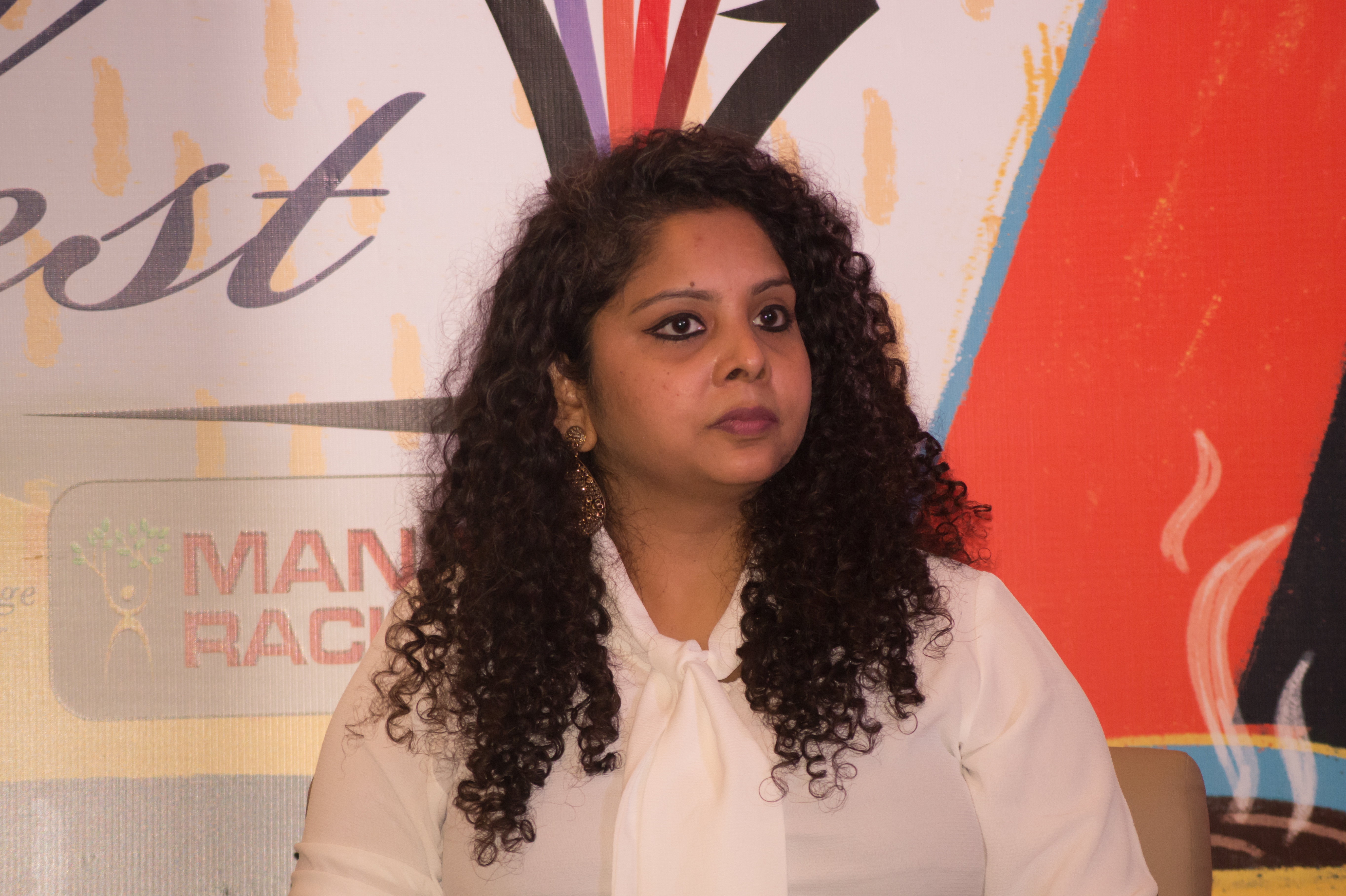
Rana Ayyub, en el TimesLit Fest 2016, Nueva Delhi.

En octubre de 2011, recibió el Premio Sanskriti por excelencia en periodismo.
Inspiró a su amiga Richa Chada, según afirmó esta actriz, para el personaje de periodista en la película de 2016 Chalk n Duster.
En diciembre de 2022 recibió el premio John Aubuchon a la libertad de prensa otorgado por el National Press Club 

## Críticas y acoso en redes sociales
Rana Ayyub ha sido objeto de una campaña de acoso coordinada en las redes sociales por parte de extremistas hindúes. Una investigación llevada a cabo por el Centro Internacional de los Periodistas  (International Center for Journalists) y la Universidad de Sheffield detectó ocho millones de tuits abusivos dirigidos a Ayyub en un período de veintisiete meses. Los tuits abusivos incluían: insultos, amenazas de violación, amenazas de muerte y deepfakes en los que la cara de Ayyub se había insertado en vídeos pornográficos.
En julio de 2022, Twitter accedió a bloquear el acceso a la cuenta de Ayyub en India a petición del gobierno indio. En marzo de ese mismo año fue sometida a restricciones de viaje y se le impidió viajar a Europa, donde tenía previsto dar charlas sobre la intimidación que enfrentan los periodistas en su país. Meses después fue imputada por lavado de dinero y fraude fiscal por acusaciones de que se quedó con el equivalente de  200.000 € en fondos que ayudó a recaudar para las víctimas del COVID-19. La periodista niega todos los cargos y afirma que es víctima de una persecución política. 
Las acusaciones se producen en un contexto de deterioro de la libertad de prensa en India. Entre los casos de periodistas que han sufrido acoso se encuentra los de  Aatish Taseer (quién fue despojado de la nacionalidad India por publicar un artículo en la revista TIME criticando a Narendra Modi) y Sanna Irshad Mattoo (ganadora de un Pulitzer) a quien se le prohibió salir del país. Anteriormente la ONU había pedido al gobierno indio que pusiera fin a la campaña de intimidación y difamación contra Ayyub.

## Libro
En Gujarat Files:Anatomy of a Cover Up, Ayyub documentó las transcripciones de registros, utilizando un dispositivo de registro encubierto, sobre muchos burócratas y agentes policiales de Gujarat. Las grabaciones se hicieron en el curso de una investigación encubierta para revelar esas opiniones de burócratas y policías, sobre los disturbios de Gujarat después de 2002 y sobre la "policía de gatillo fácil" (asesinatos). Ayyub se disfrazó como el personaje de Maithili Tyagi, una estudiante del American Film Institute, que tenía una afinidad ideológica con las creencias de Rashtriya Swayamsevak Sangh, para permitirle hacer las grabaciones.

## Valoraciones
Ramachandra Guha ha llamado a Gujarat Files "un libro valiente". Muchos periodistas en privado aplauden a Rana por su valor en haber creado Gujarat Files. Priya Ramani ha comentado que describe nítidamente los abusos de los soldados. Reflexionando sobre el procedimiento utilizado por Rana en la composición de los Gujarat Files, Nilanjan Mukhopadhyay ha observado: "Ir encubierta y entrevistar a muchos que habían estado en el grueso de operaciones ilegales y extraconstitucionales horrendas requirió valor y eso debe ser apreciado".